# Kerk van Hogebeintum
De Kerk van Hogebeintum is een romaans kerkgebouw in Hogebeintum in de Nederlandse provincie Friesland.

## Geschiedenis
Aangenomen wordt dat de kerk van Hogebeintum in relatie stond met het klooster Foswerd te Ferwerd.. De romaanse kerk uit de 11e of het begin van de 12e eeuw is grotendeels van tufsteen gebouwd. Rond 1200 werd de kerk in westelijke richting uitgebreid. In de 16e eeuw werd de apsis verhoogd en werden er enkele spitsboogvensters aangebracht. In de zuidelijke gevel verdween daardoor een oorspronkelijk romaans venster. De eenbeukige kerk heeft een zadeldaktoren van drie geledingen die in 1717 werd vernieuwd. De luidklok (1652) is gegoten door Jurjen Balthasar. In 1797 werd de kerk hersteld. In 1962-'65 werd de kerk gerestaureerd naar plannen van J.J.M. Vegter.

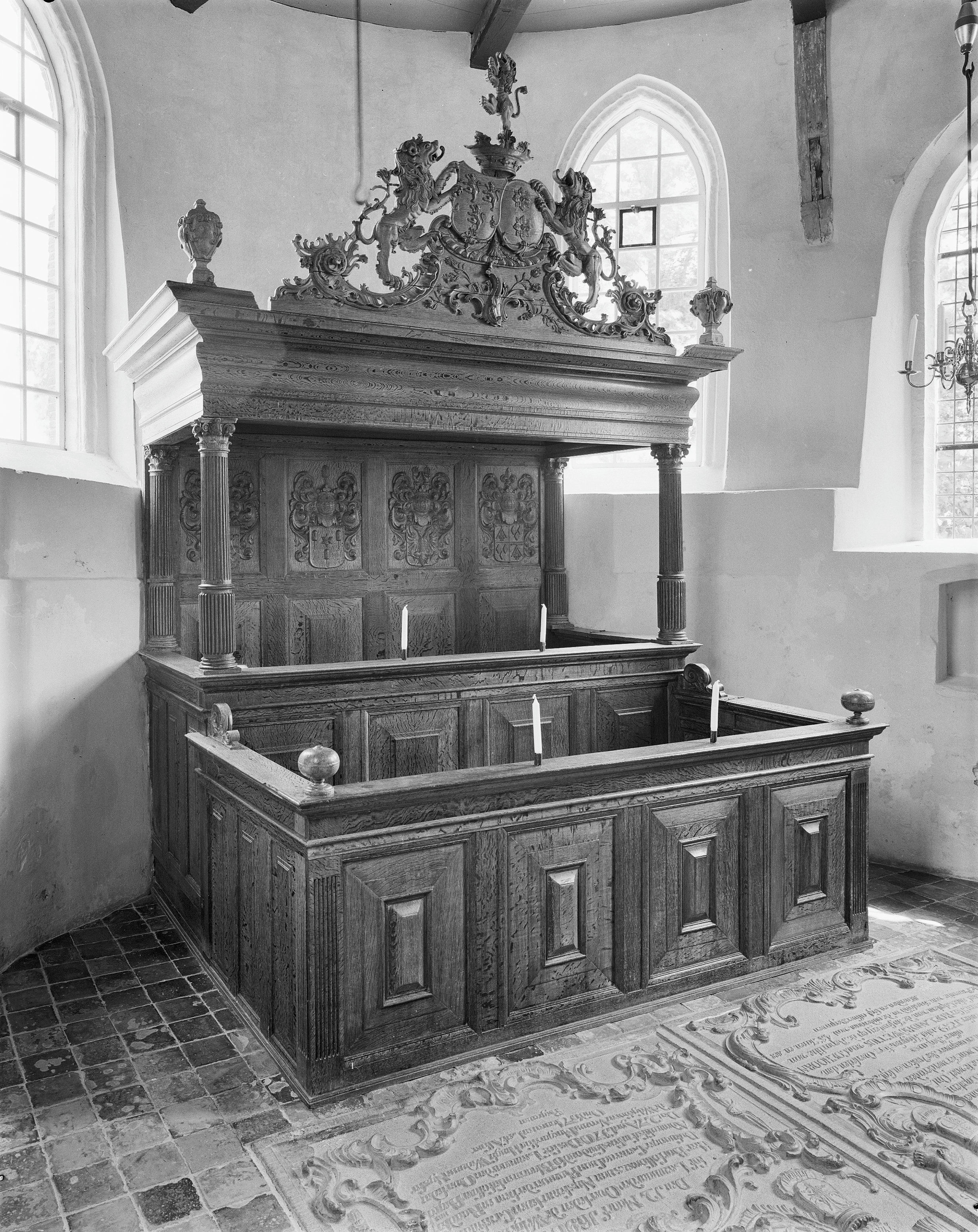
Herenbank

Het interieur wordt gedekt door een houten tongewelf. Boven en naast de preekstoel zijn bij de laatste restauratie fragmenten van romaanse muurschilderingen gevonden, die waarschijnlijk dateren uit de 12e eeuw. Afgebeeld worden meerdere Christusfiguren en engelen. In de kerk bevinden zich grafzerken, onder meer van leden van de familie van Coehoorn. Er is een grafkelder voor de bewoners van de nabijgelegen Harsta State. Ook de herenbank in de kerk was eigendom van de bewoners van deze state. De preekstoel is gemaakt in het begin van de 18e eeuw. De zestien rouwborden verwijzen eveneens naar bewoners van de Harsta State. Het eenklaviers pijporgel is in 1862 gemaakt door de orgelbouwersfirma Van Dam en in 2003 gerestaureerd door Bakker & Timmenga.
De kerk is een rijksmonument en eigendom van Stichting Alde Fryske Tsjerken. De kerk staat op de hoogste terp van Nederland, met een hoogte van 8.80 meter.